# Lilla Eldtjärnen
Lilla Eldtjärnen är en sjö i Vansbro kommun i Dalarna och ingår i Dalälvens huvudavrinningsområde.